# 59-es villamos (Budapest)
A budapesti 59-es jelzésű villamos a Szent János Kórház és a Márton Áron tér között közlekedik. A Szent János Kórháztól a Szilágyi Erzsébet fasoron megy a Széll Kálmán térig, utána a Krisztina körúton, az Alkotás utcán, a Nagyenyed utcán és a Böszörményi úton jut el az Apor Vilmos térre, azután a Jagelló úton, a Németvölgyi úton, és az Érdi úton eljut a Márton Áron térre. A járatot a Budapesti Közlekedési Zrt. üzemelteti. A járaton engedélyezett a kerékpárszállítás.

## Története
1902. december 4-én a BKVT felavatta a 4,1 kilométer hosszú, Krisztina tér és Farkasrét közötti járatát, ami a viszonylatszámok 1910-es bevezetésekor az 59-es jelzést kapta. 1919. november 21-étől közlekedése szünetelt, azonban 1920-tól ismét régi formájában járt. Az évtized legelején a mindenszentek környéki időszakban jelentősen megnövelték a kocsik számát, így a szokásos 5 helyett 16 (1920, 1922) vagy 19 (1921) kocsi futott a vonalon, azonban 1924-ben már a vonalat a megnövekedett utasforgalom miatt kettéosztották a temető főbejáratánál, az 59-es kocsijai ide érkeztek a Krisztina tér felől, a temetőtől a farkasréti végállomásig pedig csatlakozó ingajárat közlekedett. 1925-re kétvágányú lett a temetőig tartó szakasz, a járat végállomását a Déli pályaudvarhoz helyezték át. 1933-ra a teljes vonalon két vágányon futottak a villamosok, az 1941. június 16-i meghosszabbítást követően már a Széll Kálmán térig jártak. Budapest ostroma idején, 1944. november 5-étől már csak a Déli pályaudvartól indult, a BSZKRT pedig a budapesti villamosközlekedés leállása előtt öt nappal közleményben közölte, hogy újraindítja a forgalmat a vonal Süveg utca és Farkasréti temető közötti szakaszán. Nincs információ ennek megvalósulásáról, de december 25. után már egy villamos sem közlekedett a fővárosban. A háborút követően 59A jelzéssel indult járat a Déli pályaudvar és a Csörsz utca között, aminek jelzése 1945. július 21-én, a farkasréti szakasz újranyitásával, 59-es lett. Augusztustól már ismét a Széll Kálmán térig jártak a villamosok. Az 1940-es évek végén többször (1947, 1948, 1951) újraindult az 59A közlekedése is a Csörsz utcáig, azonban végül az 57-es villamos beindulásával megszüntették, ezt követően az 1966 és 1983 közötti időszakban bukkant fel újra, mint mindenszentek idején közlekedő temetői betétjárat. 2001 novemberében az 59-es vonal BKV Plusz márkavédjegyes megjelölést kapott. A budai villamoshálózat 2007. augusztus 21-i átalakítása óta az 59-es a Szent János Kórházig jár, a Moszkva térig (ma Széll Kálmán tér) közlekedő menetei a 2008-as paraméterkönyv bevezetésével az 59A jelzést vették fel. A szolgáltatás színvonalának javítását is az 59-es vonalon tesztelték először: 2009. február 1. óta amennyiben nem áll fent utascsere igénye, a villamos megállás nélkül áthaladhat a megállóhelyen, illetve 2013. szeptember 16-án engedélyezték a kerékpárszállítást is az 59-59A vonalon. A Széll Kálmán tér átépítése idején többször is módosult a villamosok közlekedése, 2015. január 19. és december 12. között az 59-es a Széll Kálmán térig rövidítve közlekedett az 59A helyett is, azonban november 30-ától egy héten keresztül csak a Déli pályaudvarra érkezett. A járatcsalád a budai fonódó villamoshálózat átadásával újabb taggal bővült: 59B jelzéssel sűrítő betétjárat közlekedik a reggeli csúcsidőszakban Hűvösvölgy és Farkasrét között, amin 2017 óta szintén lehet kerékpárt szállítani a teljes vonalon (korábban csak a Szent János Kórházig lehetett). 2017. május 27. és augusztus 27. között az 59A és az 59B közlekedése szünetelt, helyettük az 59-es Budagyöngyéig meghosszabbítva közlekedett a hűvösvölgyi vágányzár idején, majd augusztus 28. és szeptember 24. között az 59B pótolta a két járatot.

## Járművek
A vonalon ČKD–BKV Tatra T5C5K2M típusok közlekednek. A villamosokat a Szépilona kocsiszín adja ki.
1980. február 1-én kerültek a vonalra a szóló, illetve A-B véggel csatolt ČKD Tatra T5C5 villamosok. Az akkori forgalmi utasítás szerint reggel a vonalon B-B véggel (egymásnak háttal) csatolva adták ki a kocsikat a forgalomba. A reggeli csúcsidő után történtek a farkasréti végállomáson a szétcsatolások, majd a délutáni csúcsidő kezdete előtt az összecsatolások A-B véggel. Este újra szétcsatolták a szerelvényeket szólóra. Később lemondtak erről az üzemmódról.

## Útvonala
| Márton Áron tér felé |
| Szent János Kórház vá. – Szilágyi Erzsébet fasor – Széll Kálmán tér – Krisztina körút – Magyar jakobinusok tere – Alkotás utca – Nagyenyed utca – Böszörményi út – Apor Vilmos tér – Jagelló út – Németvölgyi út – Érdi út – Márton Áron tér vá. |
| Szent János Kórház felé |
| Márton Áron tér vá. – Érdi út – Németvölgyi út – Jagelló út – Apor Vilmos tér – Böszörményi út – Nagyenyed utca – Alkotás utca – Magyar jakobinusok tere – Krisztina körút – Széll Kálmán tér – Szilágyi Erzsébet fasor – Szent János Kórház vá. |

## Megállóhelyei
Az átszállási kapcsolatok között az 59A és az 59B villamos nincs feltüntetve.
| 0  | Szent János Kórház végállomás              | 20 | 56, 56A, 60, 61 22, 22A, 91, 128, 129, 155, 156, 222 781, 782, 783, 784, 785, 786, 787, 789, 791, 793, 794, 795                                                                    | Szent János Kórház, Kútvölgyi kórház, Városmajori Gimnázium                                                  |
| 1  | Városmajor                                 | 18 | 56, 56A, 60, 61 5, 22, 22A, 91, 155, 156, 222 | Fogaskerekű Vasút, Körszálló                                                                                 |
| 2  | Nyúl utca                                  | 17 | 56, 56A, 61 5, 91, 155, 156 | |
| 5  | Széll Kálmán tér M (Korábban: Moszkva tér) | 16 | 4, 6, 17, 56, 56A, 61 5, 16, 16A, 21, 21A, 22, 22A, 39, 91, 102, 116, 128, 129, 139, 140, 140A, 149, 155, 156, 221, 222 781, 782, 783, 784, 785, 786, 787, 789, 791, 793, 794, 795 | Városmajor, Budai Várnegyed, Nemzeti Média- és Hírközlési Hatóság, Nemzetgazdasági Minisztérium              |
| 8  | Déli pályaudvar M                          | 13 | 17, 56, 56A, 61 21, 21A, 39, 102, 139, 140, 140A, 221 770 S10 S12 S30 G30 Z30 S34 S35 S40 Z40 S42 Z42 IC, sebesvonat, gyorsvonat, expresszvonat,                                   | Metróállomás, Déli pályaudvar, Országos Onkológiai Intézet, Vérmező, Pénzügyi Szervezetek Állami Felügyelete |
| 10 | Kék Golyó utca                             | 11 | 21, 21A, 39, 102, 221 | |
| 11 | Királyhágó tér                             | 9  | 102, 105, 210, 210B, 212, 212A, 212B | |
| 13 | Kiss János altábornagy utca                | 8  | 102, 105, 212, 212A, 212B | XII. kerületi Városháza, ELTE Tanító- és Óvóképző Kar                                                        |
| 14 | Apor Vilmos tér                            | 7  | 102, 105, 110, 112, 212, 212A, 212B | |
| 15 | Zólyomi lépcső                             | 6  | | Hegyvidék bevásárlóközpont                                                                                   |
| 16 | Vas Gereben utca                           | 5  | | |
| 17 | Liptó utca                                 | 4  | | |
| 18 | Farkasréti temető                          | 3  | 8E | Farkasréti temető                                                                                            |
| 19 | Süveg utca                                 | 2  | 8E | |
| 20 | Márton Áron tér végállomás                 | 0  | 8E, 53 | |

## Képgaléria

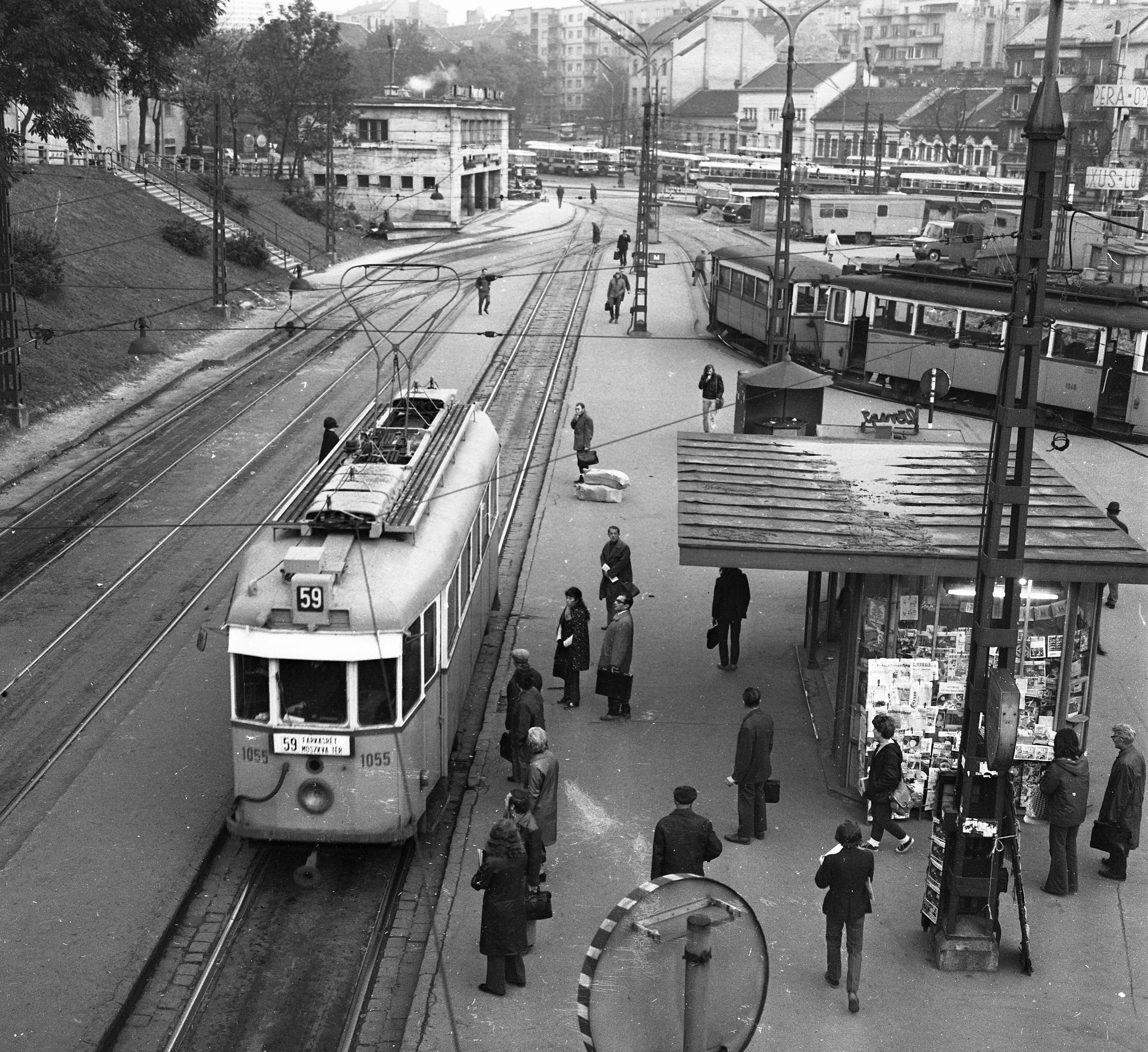
V típus a Moszkva téren (1972)
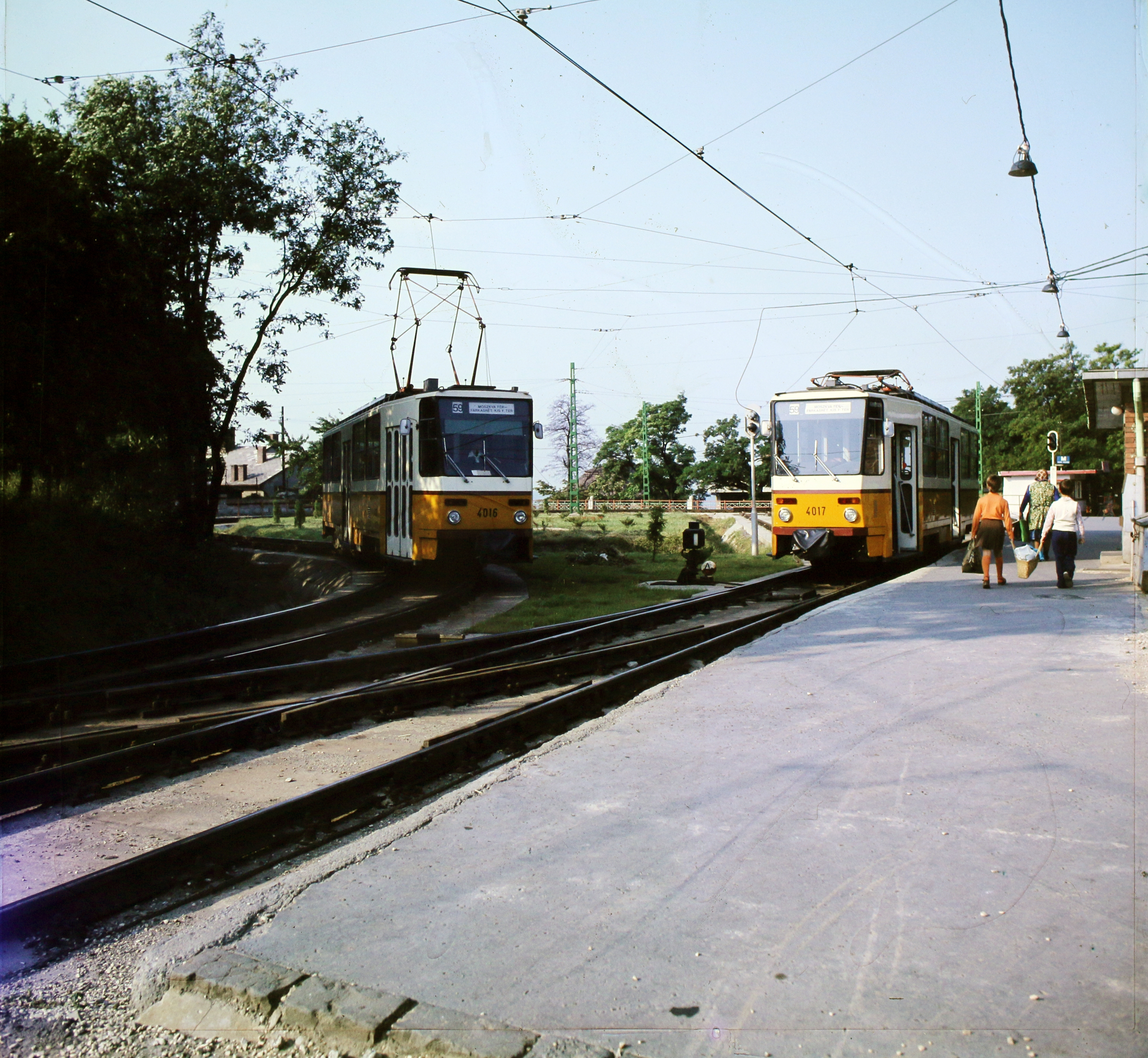
Tatra T5C5 villamosok a Kis Ferenc (ma Márton Áron) téri hurokban (1980)
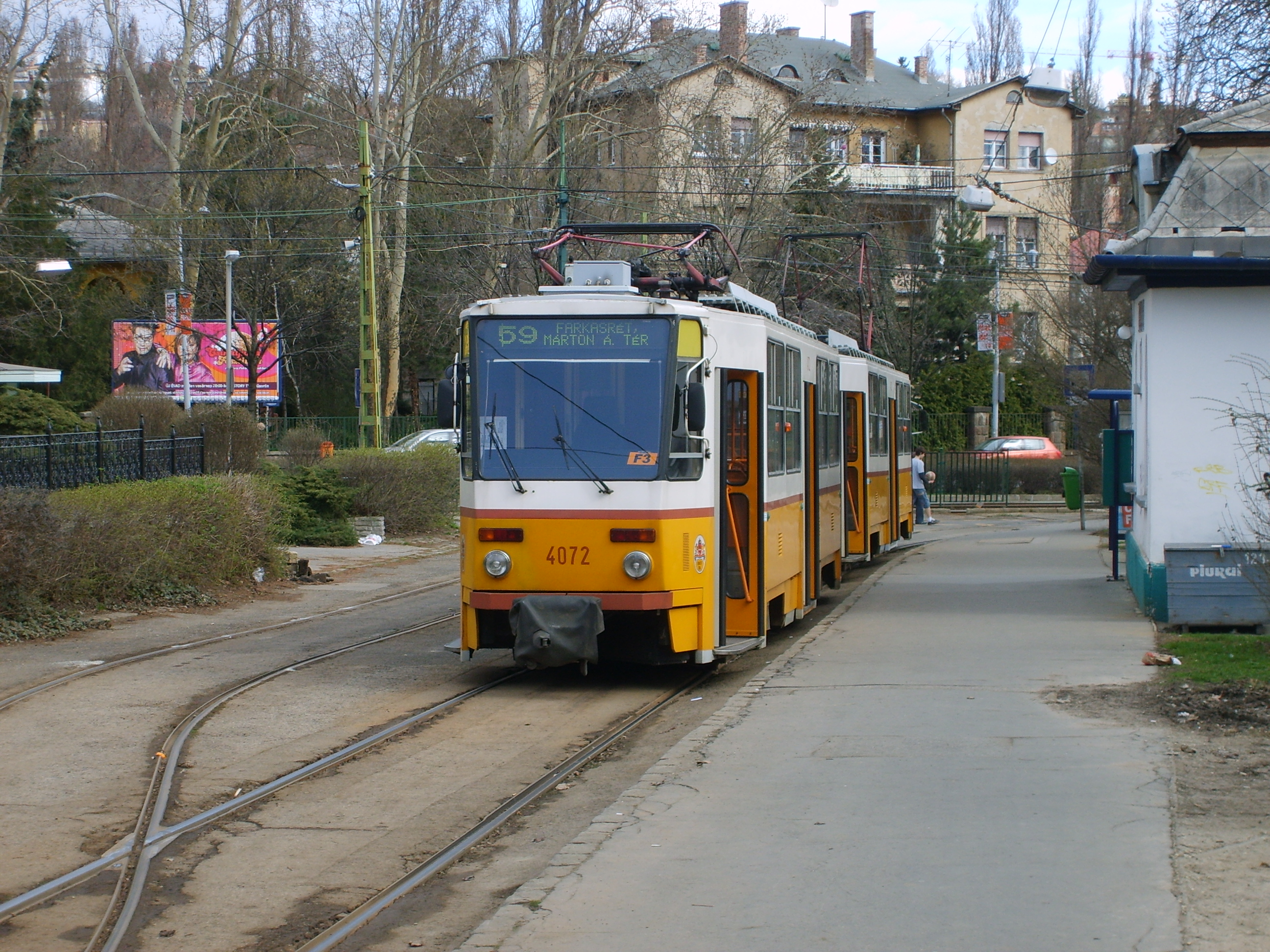
Tatra T5C5K a Szent János kórháznál (2010)
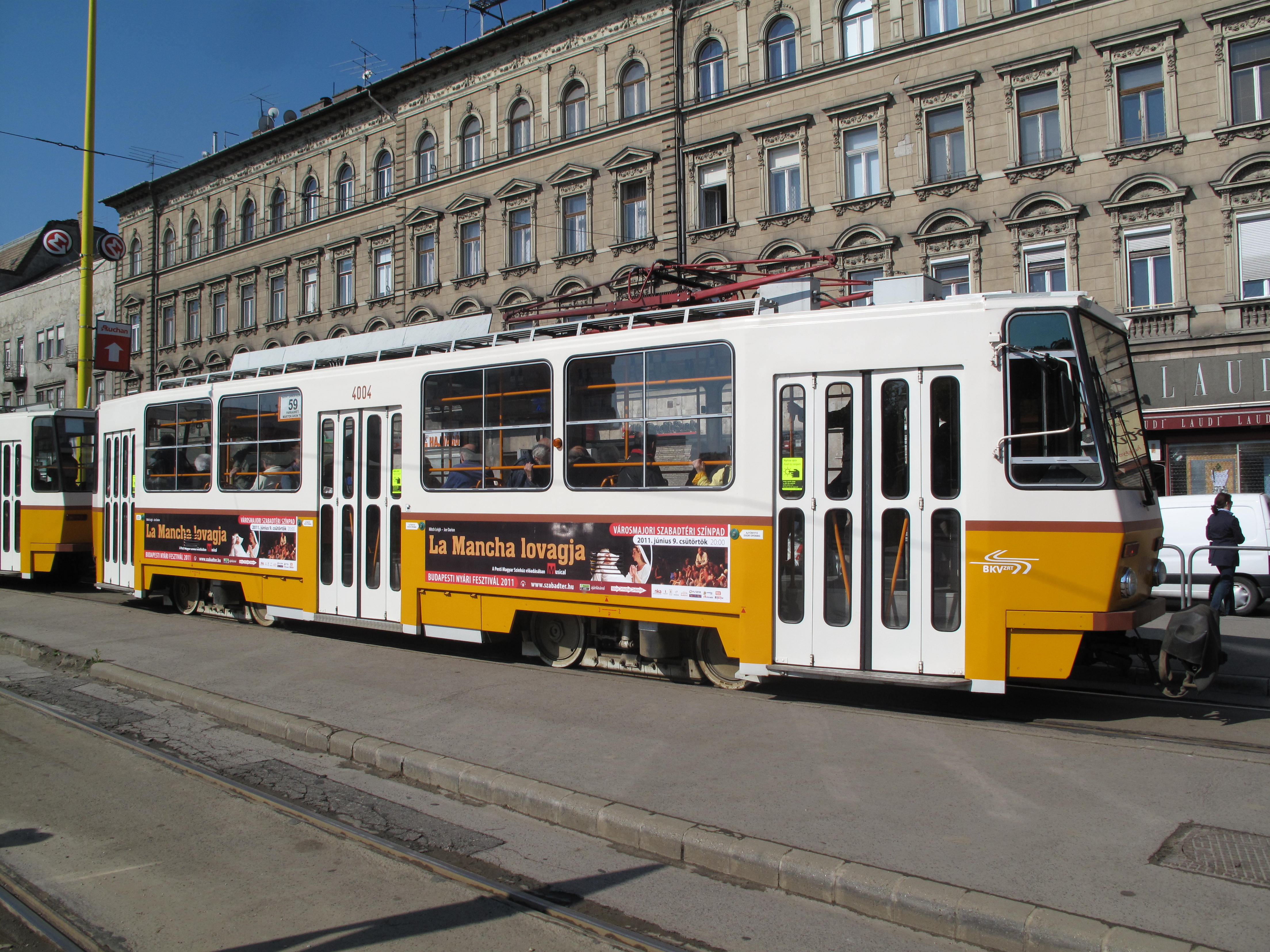
Tatra T5C5K a Déli pályaudvarnál (2011)
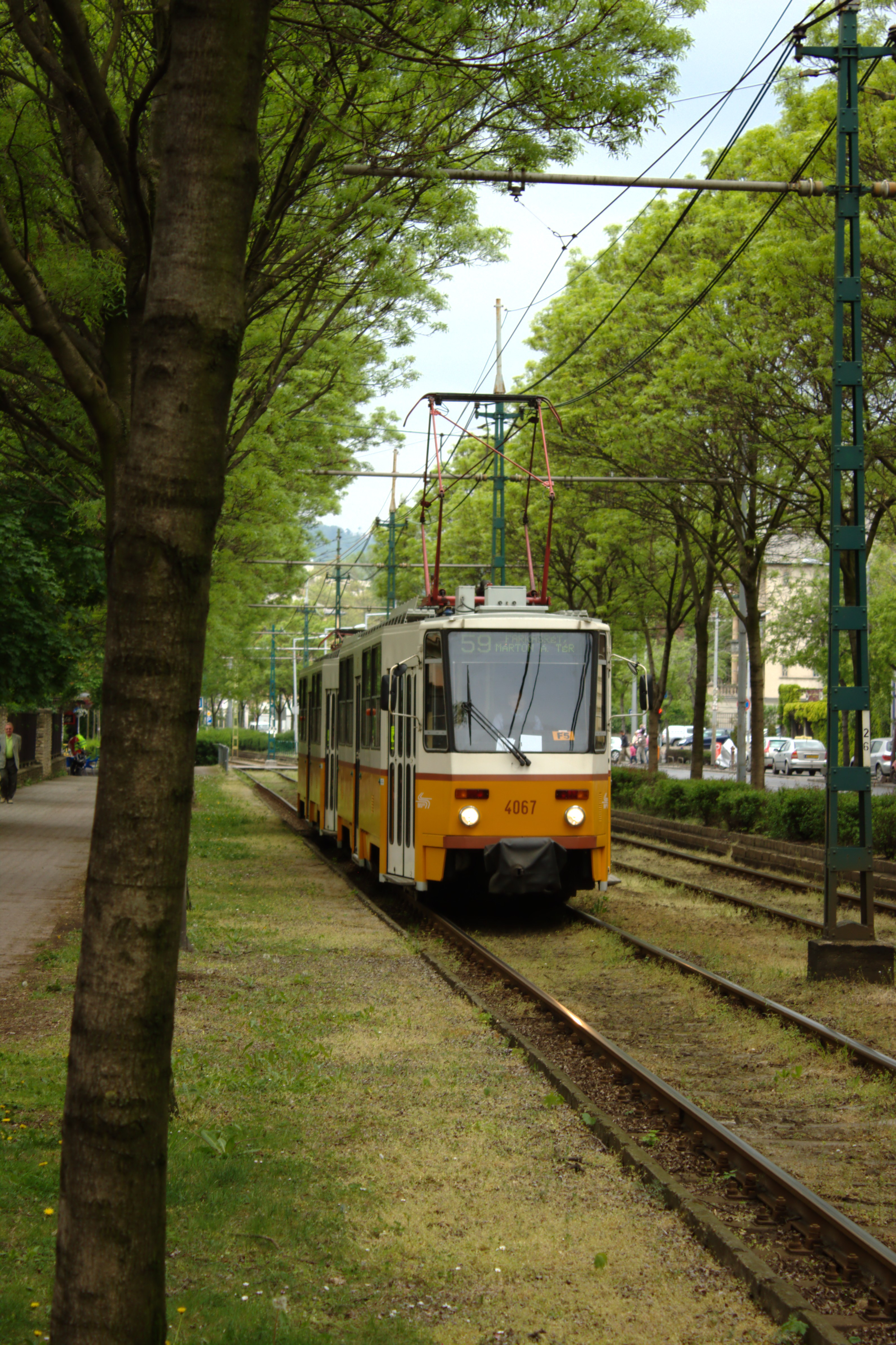
Tatra T5C5K a Városmajornál (2011)
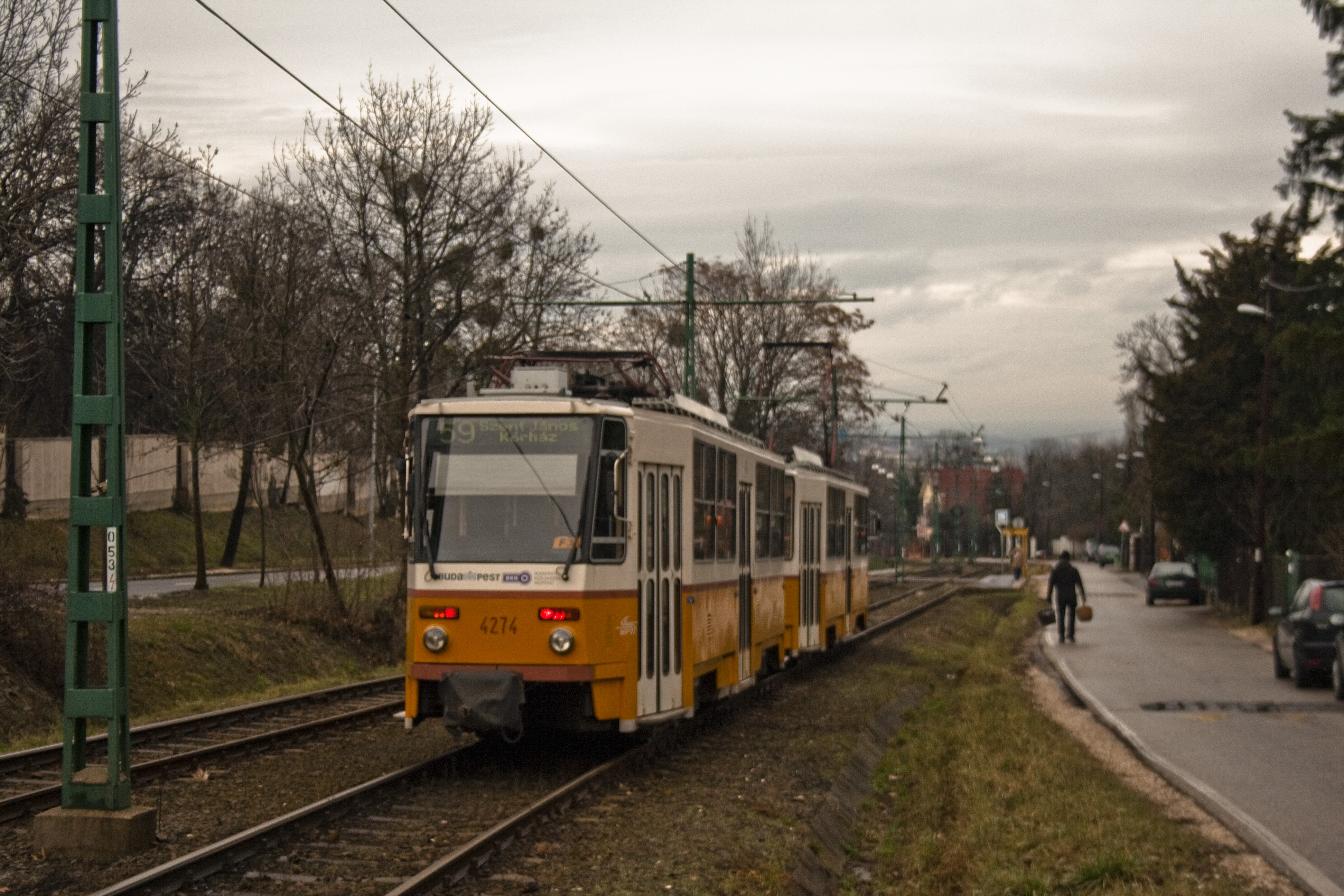
Tatra T5C5K a Németvölgyi útnál (2016)
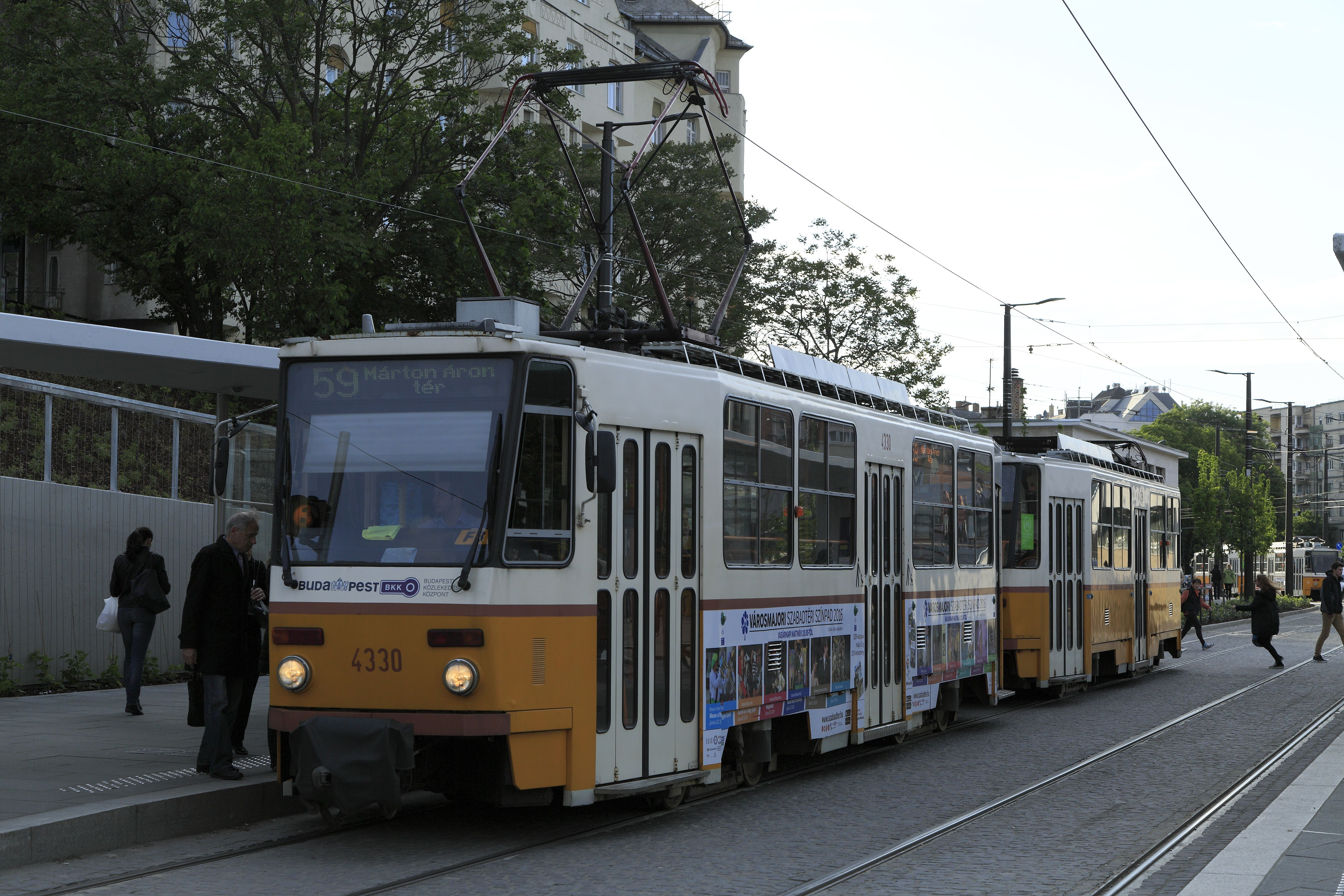
Tatra T5C5K a Széll Kálmán téren (2016)
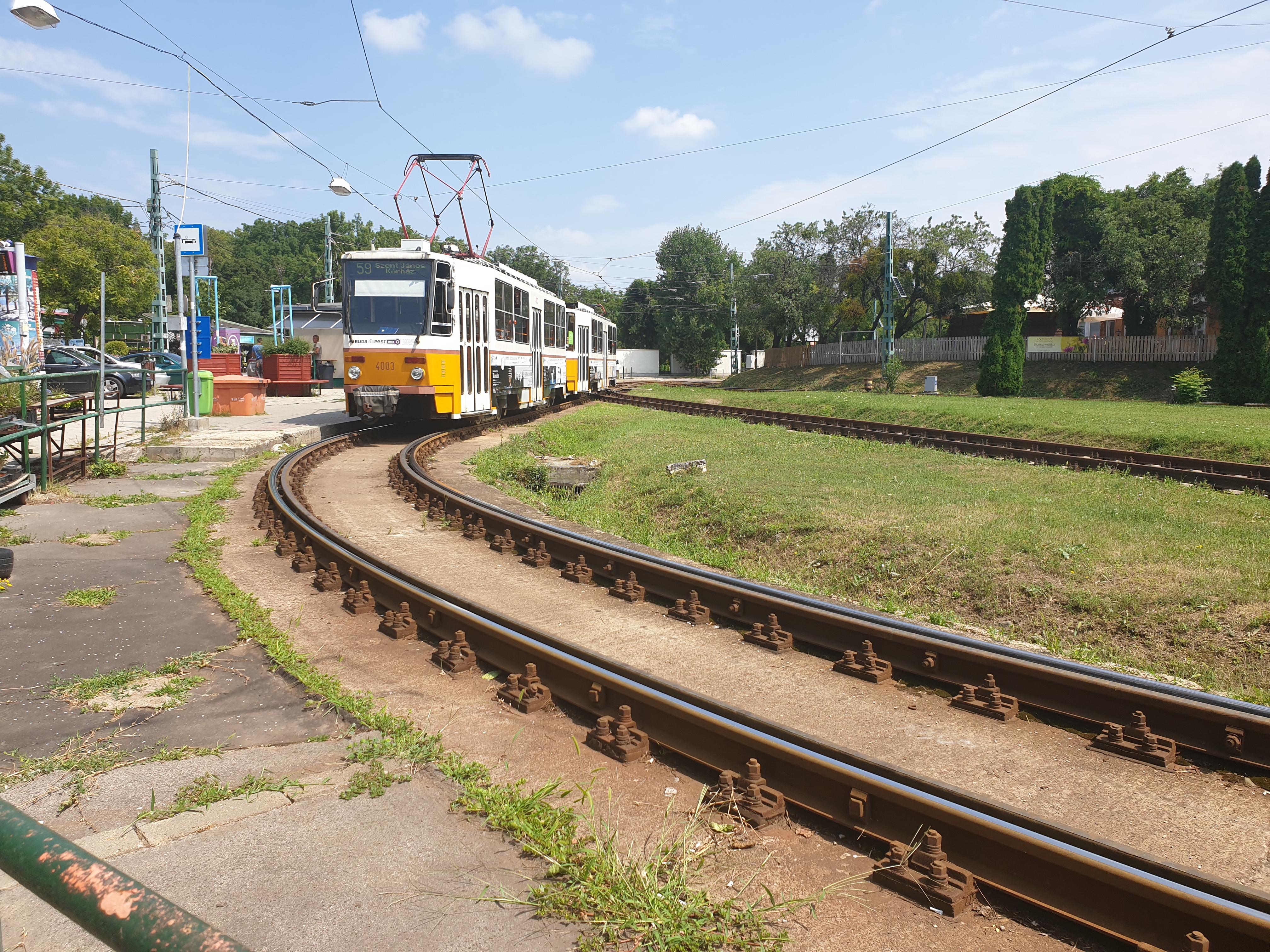
Tatra T5C5K a Márton Áron téri hurokban (2019)
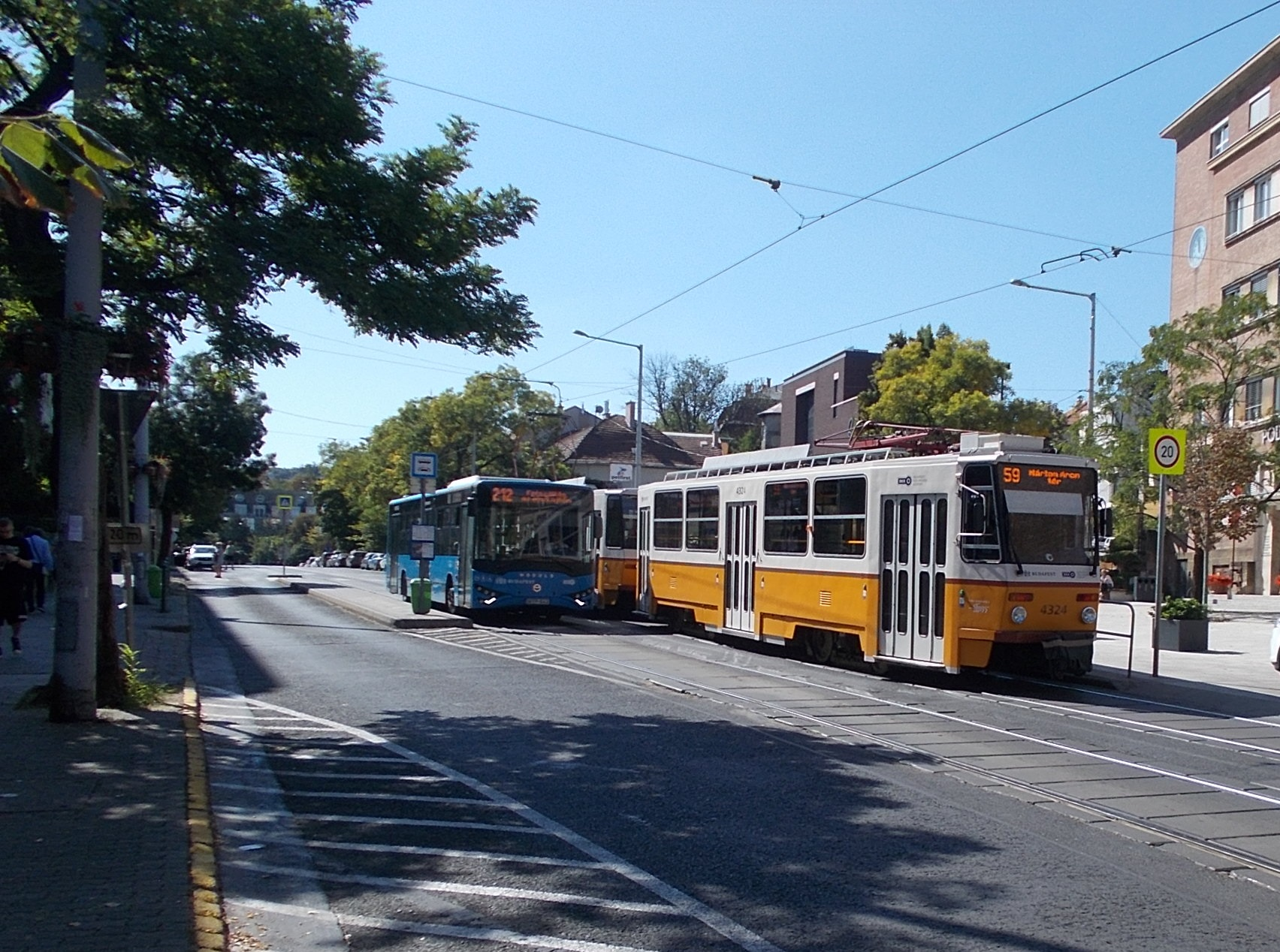
Tatra T5C5K a Böszörményi úton (2021)

## Érdekességek
- Az 58-as villamos megszüntetése óta az 59-es a főváros legmeredekebb adhéziós villamosvonala, tehát olyan vonala, amelynek járművei nem fogaskerekek segítségével jutnak fel a járat felső végpontjára. Az akár 53 ezrelékes emelkedést is elérő meredekebb szakaszokon a kerekek jobb tapadását szükség szerint homokszórással segítik.[16][17]
- A vonal mindkét végállomásán hurokban fordulnak a villamosok.

## Balesetek
A vonal eddigi történetében két igen súlyos balesetet jegyeztek fel, mindkettő a meredek felső szakasz nagy kanyarja alatti szakaszon történt:
- 1922. február 17-én reggel 7 óra 10 perckor az Egyesített Villamos vasutak farkasréti vonalán közlekedő villamos kocsi a Németvölgyi árok hídjánál kisiklott és felborult. A kocsi faszerkezetű felépítménye összetört, a kalauz életét vesztette, tizenhét utas súlyosan megsérült.[18][19]
- 1974. augusztus 21-én este a Farkasrét felől érkező villamos az Érdi út alatti kanyarban, a Németvölgyi út 176. számú házzal szemben kisiklott, a balesetben kilencen súlyosan, tizenhárman könnyebben megsérültek.[20]

## További információ
- Kertész Zoltán: A farkasréti villamos története. Hegyvidék, a XII. kerületi Önkormányzat lapja (hegyvidekujsag.hu), 2014. november 6.